# Santiago Fonseca
Pour les articles homonymes, voir Fonseca.
Santiago Fonseca, né le 30 décembre 1953, est un athlète hondurien.

## Carrière
Il est médaillé de bronze du 20 kilomètres marche aux Championnats ibéro-américains d'athlétisme 1983 à Barcelone. Il termine 27e du 20 km marche aux Jeux olympiques d'été de 1976 à Montréal, 31e du 20 km marche aux Jeux olympiques d'été de 1984 à Los Angeles et 40e du 20 km marche aux Jeux olympiques d'été de 1988 à Séoul.